# 青埔子
青埔子，原寫為青埔兒，是台灣新竹縣新豐鄉的一個傳統地域名稱，位於該鄉中部偏東北。相較於今日行政區，其範圍大致與青埔村相近。

## 歷史
台灣清治末期至日治前期，青埔子地區為一街庄，稱為「青埔兒庄」，隸屬於竹北二堡。該庄輪廓略呈三角形，東北與福興庄為鄰，東邊一小段與和興庄為鄰，南邊為崁頭庄，西北邊為後湖庄。
1901年（日治明治三十四年）11月，全台廢縣廳改設二十廳，該庄隸屬於新竹廳。1909年（明治四十二年）10月，合併二十廳為十二廳，該庄隸屬不變。1920年（大正九年），廢十二廳改設五州二廳，該庄改制並雅化為「青埔子」大字，隸屬於新竹州新竹郡紅毛庄。
戰後紅毛庄改制為紅毛鄉，隸屬於新竹縣，大字亦改制為村。1950年桃、竹、苗分治，本地區隸屬不變。1956年，紅毛鄉改名為新豐鄉。

## 聚落
本地區發展較早的聚落有青埔兒、上崁頭厝、下崁頭厝等，後來發展形成的聚落則有青埔。

## 交通
縣道117號是新豐埔和至香山內湖的道路，大致以橫向轉西南—東北走向再轉橫向經過青埔子地區最北端，向西可前往後湖並止於省道台15線路口，向東轉東南可前往湖口（新湖口）、老湖口、枋寮、六家等地。

## 學校
- 精華國中
- 福興國小
- 福龍國小